# Grapholita janthinana
Grapholita janthinana es una especie de polilla del género Grapholita, tribu Grapholitini, familia Tortricidae. Fue descrita científicamente por Duponchel en 1835.
La envergadura es de unos 9–11 milímetros. Se distribuye por Europa: Francia.